# Sidi Borja
Sidi Borja (franska: Sidi Borja (CR), Sidi Borja (Commune Rurale), arabiska: سيدي أحمد أو عبد الله) är en kommun i Marocko.   Den ligger i provinsen Taroudannt och regionen Souss-Massa, i den centrala delen av landet, 400 km söder om huvudstaden Rabat. Antalet invånare är 9 077.